# Vaba Maa
Vaba Maa („Freies Land“) war eine der wichtigsten Tageszeitungen im Estland der Zwischenkriegszeit. Sie erschien von 1918 bis 1938.

## Geschichte

### Vorgeschichte
Im Februar 1918 erklärte die Republik Estland ihre staatliche Unabhängigkeit von Russland. Allerdings blieb das Land im Zuge des Ersten Weltkriegs von kaiserlich-deutschen Truppen besetzt.
Erst mit der militärischen Niederlage Deutschlands im Ersten Weltkrieg erhielt Estland de facto seine staatliche Souveränität. Am 12. November 1918 übernahm die estnische Regierung die Staatsgewalt. Die Republik Estland wurden zu einem demokratischen Rechtsstaat mit freier Presse.

### Zeitung
Die erste Ausgabe von Vaba Maa erschien am 5. Dezember 1918. Herausgeber war in den beiden Anfangsjahren die „Tallinner Verlagsvereinigung“ (Tallinna Kirjastusühisus). Die Zeitung wurde dann von dem 1920 gegründeten Verlag OÜ Vaba Maa herausgegeben. Im Herbst 1920 erwarb der Verlag neue Räumlichkeiten im Zentrum der estnischen Hauptstadt Tallinn.
Gründer der Aktiengesellschaft Vaba Maa waren 1920 unter anderem der Journalist Aleksander Veiler, der Politiker Konstantin Konik und der Arzt und Publizist Juhan Luiga.
Chefredakteur war von 1918 bis 1921 der Diplomat Julius Seljamaa, ab 1923 der Diplomat und Politiker Ants Piip, dann von 1923 bis 1938 der Diplomat und Journalist Eduard Laaman. 1927 erwarb der Verlag von der deutschen Firma MAN modernste Rotationsdruckmaschinen.
Die Zeitung erschien täglich außer Montag. Der Sitz der Redaktion war in der estnischen Hauptstadt Tallinn. Die Zeitung unterhielt eine eigene Lokalausgabe für die Stadt Pärnu.
Von 1918 bis 1932 stand die Zeitung politisch der Estnischen Arbeitspartei (Eesti Tööerakond) nahe. Von 1932 bis 1935 war sie Sprachrohr der Nachfolgepartei Nationale Zentrumspartei (Rahvuslik Keskerakond).

### Pressezensur
1934 unternahm der estnische Staats- und Regierungschef Konstantin Päts mit Hilfe des Militärs einen unblutigen Staatsstreich. Er errichtete eine autoritäre Herrschaft. Die Pressefreiheit wurde stark eingeschränkt, die politischen Parteien im März 1935 mit einem Betätigungsverbot belegt.
Von den rigiden Regelungen des Polizeistaats war auch Vaba Maa betroffen. Die Zeitung konnte zwar weiter erscheinen, war aber wie alle Printerzeugnisse einer Zensur der Presse- und Polizeibehörden unterworfen.

### Ende
1938 fusionierte die 1923 gegründete Zeitung Rahvaleht („Volksblatt“) mit Vaba Maa. Beide Presseorgane gehörten bereits seit 1927 zum selben Verlagshaus. Die letzte Ausgabe von Vaba Maa erschien am 4. März 1938. Danach wurde die Zeitung eingestellt und die Redaktionen von Vaba Maa und Rahvaleht vereinigt. Rahvaleht wurde zur Tageszeitung.
Das Blatt existierte bis zur sowjetischen Besetzung Estlands im Sommer 1940. Die sowjetischen Behörden verstaatlichten den Verlag Vaba Maa. Sie benannten ihn in Punane Täht („Roter Stern“) um.